# Памятник Иоанну Павлу II (Посадас)
Памятник Иоанну Павлу II (исп. Monumento a Juan Pablo II) представляет бронзовую статую, изображающую понтифика.
Статуя высотой более 2 метров и весом около двух тонн расположена на проспекте Костанера в городе Посадас, в Мисьонес, Аргентина.

## История
Памятник был подарен Союзом польских обществ и организаций Латинской Америки (USOPAL), Союзом поляков Аргентинской Республики и Фондом Кобылянского в 2003 году в благодарность Аргентинской Республике и особенно провинции Мисьонес, поскольку большая часть этих земель получена и заселена польскими и украинскими переселенцами, которые в качестве поселенцев и земледельцев прибыли в страну более ста лет назад, образовали свои семьи и сделали эту провинцию своей второй родиной, и подавляющее большинство из них и их потомков, более четырёхсот тысяч, имеют аргентинское гражданство. Точно так же жертвователи выражают таким образом своё почтение Его Святейшеству Папе Иоанну Павлу II, поскольку в том году отмечалось 25-летие его понтификата.
Памятник изображает Папу Иоанна Павла II с посохом, увенчанным распятием, в позе, благословляющей троих детей — польскую девочку, украинского мальчика и аргентинского мальчика, которые дарят цветы этой земли, принявшей их с распростёртыми объятиями, как если бы это был их собственный дом. Статуя была изготовлена в Варшаве (Польша) и создана известным польским художником профессором Чеславом Дзьвигаем. Согласно письму, которое Дзьвигай отправил скульптору Серхио Ортису из Посадаса, работа под номером 26 в каталоге художника была создана за 48 дней.